# Lipton (Saskatchewan)
Lipton es un pueblo canadiense situado en la provincia de Saskatchewan.

## Superficie
Lipton tiene una superficie de 0,7 km².

## Demografía
En 2021, tenía 284 habitantes, una densidad poblacional de 405,5 hab./km², y 154 viviendas.